# ATC code N03
ATC code N03 داروهای ضدصرع زیرگروهی درمانی از سیستم طبقه‌بندی شیمیایی درمانی آناتومیک است. این سیستمِ متشکل از کدهای حرفی‌عددی را سازمان جهانی بهداشت برای طبقه‌بندی داروها و سایر تولیدات پزشکی ایجاد کرده است. زیرگروه N03 جزوی از گروه آناتومیک N دستگاه اعصاب است.

کدهای مورد استفاده در دامپزشکی (کدهای ATCvet) را می‌توان با گذاشتن حرف Q جلو کدهای انسانی ATC ایجاد کرد: مثلاً QN03. 
ممکن است نسخه‌های ملی از طبقه‌بندی ATC حاوی کدهای اضافه‌ای باشند که در این فهرست (نسخهٔ سازمان جهانی بهداشت) نیامده باشند.

## N03Aداروهای ضدصرع

### N03AAباربیتورات‌هاو مشتقات
N03AA01 Methylphenobarbital
N03AA02 فنوباربیتال
N03AA03 پریمیدون
N03AA04 Barbexaclone
N03AA30 Metharbital

### N03AB مشتقاتهیدانتوئین
N03AB01 Ethotoin
N03AB02 فنی توئین
N03AB03 Amino(diphenylhydantoin) valeric acid
N03AB04 Mephenytoin
N03AB05 Fosphenytoin
N03AB52 Phenytoin, combinations
N03AB54 Mephenytoin, combinations

### N03AC مشتقاتاوکسازولیدین
N03AC01 Paramethadione
N03AC02 Trimethadione
N03AC03 Ethadione

### N03AD مشتقاتسوکسینامید
N03AD01 اتوسوکزوماید
N03AD02 Phensuximide
N03AD03 Mesuximide
N03AD51 Ethosuximide, combinations

### N03AE مشتقاتبنزودیازپین
N03AE01 کلونازپام

### N03AF مشتقاتCarboxamide
N03AF01 کاربامازپین
N03AF02 Oxcarbazepine
N03AF03 روفینامید
N03AF04 Eslicarbazepine

### N03AG مشتقاتاسید چرب
N03AG01 والپروات
N03AG02 والپرومید
N03AG03 آمینوبوتیریک اسید
N03AG04 Vigabatrin
N03AG05 Progabide
N03AG06 Tiagabine

### N03AX سایر داروهای ضد صرع
N03AX03 Sultiame
N03AX07 Phenacemide
N03AX09 لاموتریژین
N03AX10 Felbamate
N03AX11 توپیرامات
N03AX12 گاباپنتین
N03AX13 Pheneturide
N03AX14 Levetiracetam
N03AX15 Zonisamide
N03AX16 Pregabalin
N03AX17 Stiripentol
N03AX18 Lacosamide
N03AX19 Carisbamate
N03AX21 Retigabine
N03AX22 Perampanel
N03AX23 بریواراستام
N03AX30 Beclamide
QN03AX90 Imepitoin
QN03AX91 پتاسیم برمید